# Batería de iones de zinc
Una batería de iones de zinc o batería de iones de Zn (abreviada como ZIB por sus siglas en inglés) utiliza iones de zinc (Zn2+) como portadores de carga. En concreto, las ZIB utilizan Zn como ánodo, materiales intercalantes de Zn como cátodo y un electrolito que contiene Zn. Generalmente, el término batería de zinc-ión se reserva para las pilas recargables (secundarias), que a veces también se denominan pilas recargables de zinc metal (RZMB). Así pues, las ZIB son diferentes de las pilas no recargables (primarias) que utilizan zinc, como las pilas alcalinas o las pilas de zinc-carbono.

## Historia
En 2011, el grupo de Feiyu Kang mostró por primera vez la inserción reversible de iones Zn en la estructura del túnel del portador de dióxido de manganeso (MnO2) de tipo alfa utilizado como cátodo en una ZIB.
La Universidad de Waterloo en Canadá posee los derechos de patente de la tecnología de batería de iones de zinc desarrollada en sus laboratorios. La empresa canadiense Salient Energy está comercializando la tecnología de baterías de iones de zinc.
También se están desarrollando otras formas de pilas de zinc recargables para el almacenamiento estacionario de energía, aunque no son explícitamente de ión zinc. Por ejemplo, Eos Energy Storage está desarrollando una pila de zinc-haluro en la que la reacción catódica implica la oxidación y reducción de haluros.

## Investigación

### Motivación y problemas
En comparación con el litio metálico, un electrodo negativo de zinc posee una mayor capacidad volumétrica teórica y abundancia natural. Dependiendo del electrodo positivo de ZIB, estas ventajas teóricas también pueden darse en comparación con las baterías de iones de litio (LIB). Además, el zinc es más compatible con los electrolitos acuosos. Sin embargo, las ZIB presentan en general una menor eficiencia coulómbica (de carga) que las LIB más modernas, mayores sobrepotenciales de recubrimiento y rayado en el electrodo negativo y la posibilidad de fallos dendríticos.

### Química
Se están investigando electrolitos acuosos y no acuosos como candidatos a ZIB. Se han considerado las sales de zinc que utilizan los aniones de bistriflimida o triflato para electrolitos acuosos y no acuosos. También se han considerado el sulfato de zinc y los electrolitos acuosos alcalinos basados en KOH.
Hasta ahora, se han explorado varios materiales de cátodo para ZIB, incluidos MnO2 de tipo gamma y delta, hexacianoferrato de cobre, óxido de bismuto, sulfuros de capa y análogos de azul de Prusia. Por ejemplo, en 2017, los investigadores informaron sobre un prototipo de batería de iones de zinc que tiene alta reversibilidad, velocidad y capacidad sin formación de dendritas. El dispositivo utilizaba un ánodo de metal zinc, un cátodo de óxido de vanadio (Zn0,25V2O5⋅nH2O) y un electrolito acuoso, todos materiales no tóxicos. Después de 1000 ciclos, retuvo el 80% de su capacidad. La celda alcanzó una capacidad de hasta 300 mAh g−1 y una densidad de energía de ∼450 Qu l−1.